# Wienstan Mena
Wienstan Christopher Mena Arana (* 6. Juni 1998) ist ein guatemaltekischer Leichtathletin, die sich auf den 110-Meter-Hürdenlauf spezialisiert hat und aktuell Inhaber des Landesrekordes über diese Distanz ist.

## Sportliche Laufbahn
Erste internationale Erfahrungen sammelte Wienstan Mena im Jahr 2015, als er bei den Jugendweltmeisterschaften in Cali mit 14,25 s in der ersten Runde über die niedrigeren Hürden ausschied. 2017 gewann er bei den Zentralamerikaspielen in Managua in 14,24 s die Goldmedaille über 110 m Hürden und im Jahr darauf siegte er in 14,72 s bei den Zentralamerikameisterschaften in Guatemala-Stadt und schied mit 10,78 s in der Vorrunde im 100-Meter-Lauf aus. 2019 verteidigte er bei den Zentralamerikameisterschaften in Managua in 14,14 s seinen Titel im Hürdenlauf und sicherte sich zudem mit der guatemaltekischen 4-mal-100-Meter-Staffel in 41,54 s die Bronzemedaille hinter den Teams aus Costa Rica und Panama. Anschließend belegte er bei den U23-NACAC-Meisterschaften in Santiago de Querétaro in 14,17 s den fünften Platz im Hürdenlauf und gelangte im Weitsprung mit 6,93 m auf Rang 14. 2020 siegte er in 14,32 s im Hürdensprint bei den Zentralamerikameisterschaften in San José und sicherte sich im Staffelbewerb in 42,52 s erneut die Bronzemedaille, diesmal hinter den Teams aus Costa Rica und Belize. Im Jahr darauf verteidigte er bei den Zentralamerikameisterschaften ebendort in 14,22 s seinen Titel im Hürdenlauf und auch bei den Zentralamerikameisterschaften 2022 in Managua siegte er in 14,17 s. 2023 gewann er bei den Zentralamerikameisterschaften in San José in 15,19 s die Bronzemedaille hinter dem Salvadorianer Esteban Ibáñez und Gabriel Alejandro Mejia aus Honduras. Anschließend belegte er bei den Zentralamerika- und Karibikspielen in San Salvador in 14,38 s den achten Platz.
2022 wurde Mena guatemaltekischer Meister im 110-Meter-Hürdenlauf.

## Persönliche Bestzeiten
- 100 Meter: 10,78 s (+0,4 m/s), 13. Juli 2018 in Guatemala-Stadt
- 110 m Hürden: 14,04 s (−0,6 m/s), 13. Mai 2018 in Mexiko-Stadt (guatemaltekischer Rekord)
- Weitsprung: 7,26 m (+0,8 m/s), 30. März 2019 in San Salvador